# لوبنا تحتامونی
لوبنا تحتامونی (عربی: لبنى تهتموني؛ زادهٔ ۲۴ ژانویهٔ ۱۹۷۶) زیست‌شناس اهل اردن که بیشتر بابت تحقیقات خود در زمینه زیست‌شناسی رشد و سرطان شناخته می‌شود. در سال ۲۰۱۶ نام وی به عنوان یکی از زنان اثرگذار و الهام‌بخش در سراسر جهان، در فهرست ۱۰۰ زن بی‌بی‌سی قرار گرفته‌است.